# Super Nintendo Entertainment System
Super Nintendo Entertainment System nebo zkráceně Super NES nebo SNES, je herní konzole čtvrté generace vyvinutá firmou Nintendo, poprvé uvedená na trh 21. listopadu 1990 v Japonsku pod jménem Super Famicom.

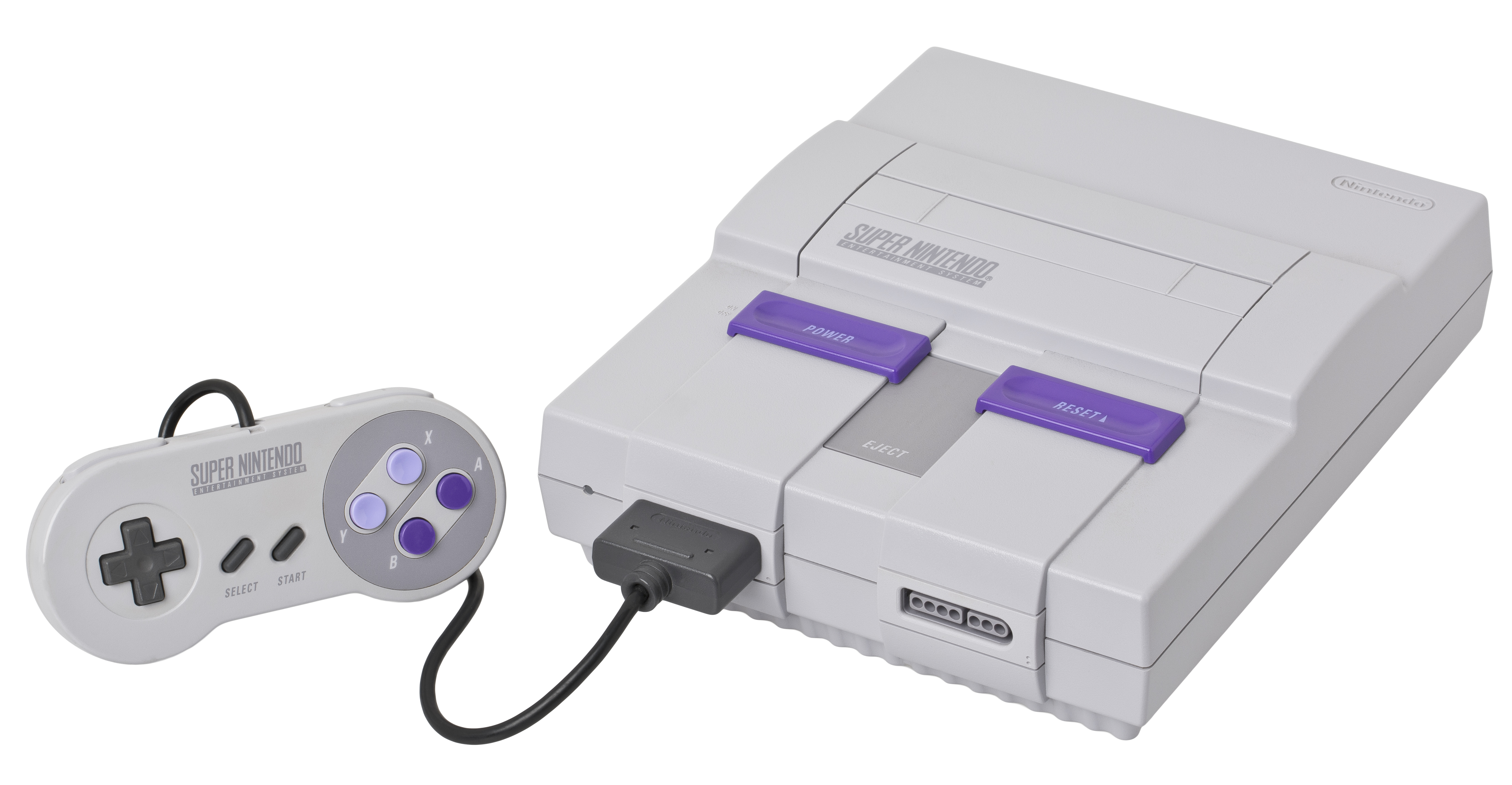
SNES pro Severní Ameriku

## Hardware
- Procesor – 16bitový 65c816 Ricoh 5A22 o rychlosti 3.58 MHz
- Média pro hry – ROM cartridge
- Paměť – RAM 128 KiB, Video RAM 64 KiB, Audio RAM 64 KiB

### Video
- Rozlišení
  - progresivní režimy: 256x224, 512x224, 256x239, 512x239
  - prokládané režimy: 512x448, 512x478
- Barevná hloubka: 2, 4, 7, 8 bpp indexované; 8, 11 bpp přímé z celkových 32768 barev (15bitová)
- Sprite – 128, max. 32 na řádek; až 64x64 pixelů

### Audio
- Čip – Sony SPC700, Sony DSP
- Formát – 16 bit ADPCM, 8 kanálů
- Výstup – 32 kHz 16 bit stereo